# فهرست کنوانسیون‌های بین‌المللی رفاه جانوران
این فهرستی از کنوانسیون‌های بین‌المللی مربوط به حمایت از جانوران است.

## کنوانسیون‌های عمومی
- کنوانسیون تنوع زیستی (CBD، کنوانسیون تنوع زیستی، کنوانسیون ریو)
- کنوانسیون میراث جهانی فرهنگی و طبیعی (یونسکو)
- کنوانسیون رامسر در مورد تالاب‌های دارای اهمیت بین‌المللی به ویژه به عنوان زیستگاه پرندگان آبزی (کنوانسیون رامسر، کنوانسیون تالاب‌ها)
- کنوانسیون حفاظت از گونه‌های مهاجر حیوانات وحشی (کنوانسیون گونه‌های مهاجر (CMS)، کنوانسیون بن)
- کنوانسیون تجارت بین‌المللی گونه‌های در معرض خطر انقراض جانوران و گیاهان وحشی (CITES، کنوانسیون واشینگتن)

## کنوانسیون‌های تخصصی
- کنوانسیون بین‌المللی حفاظت از پرندگان (پیرو کنوانسیون جهانی حفاظت از پرندگان مفید برای کشاورزی در سال ۱۹۰۲)
- پیمان پرندگان مهاجر (کنوانسیون پرندگان مهاجر - کانادا و ایالات متحده)
- کنوانسیون حفاظت از منابع دریایی دریایی جنوبگان (CCAMLR، کنوانسیون کانبره)
- کنوانسیون آفریقایی دربارهٔ حفاظت از طبیعت و منابع طبیعی (کنوانسیون الجزایر)
- کنوانسیون حفاظت از ویکوین (کنوانسیون لا پاز ۱۹۶۹، کنوانسیون لیما ۱۹۷۹)
- کنوانسیون بین‌المللی برای تنظیم شکار نهنگ (ICRW، جایگزین کنوانسیون ژنو ۱۹۳۱ برای تنظیم شکار نهنگ و توافق بین‌المللی ۱۹۳۷ برای تنظیم شکار نهنگ)
  - کمیسیون بین‌المللی شکار در سال ۱۹۸۲ تعلیق در مورد شکار نهنگ، اعلامیه Florianópolis 2018
- توافق‌نامه حفاظت از خرس‌های قطبی و زیستگاه آنها (توافق‌نامه دربارهٔ حفاظت به خرس‌های قطبی، توافق‌نامه اسلو)
- توافق دربارهٔ حفاظت از آلباتروس و مرغ‌های باران (ACAP، توافق هوبارت)

## شورای اروپا
- کنوانسیون برن برای حفاظت از حیات وحش و زیستگاه‌های طبیعی اروپا (کنوانسیون برن/برن؛ همچنین چندین کشور غیرعضو اتحادیه اروپا به آن پیوسته‌اند)
- کنوانسیون اروپایی برای حمایت از جانوران در زمان حمل و نقل بین‌المللی (کنوانسیون اصلی حمل و نقل جانوران ۱۹۶۸ و کنوانسیون اصلاح شده حمل و نقل جانوران ۲۰۰۳)
- کنوانسیون اروپایی برای حمایت از حیوانات خانگی
- کنوانسیون اروپایی برای حمایت از حیوانات برای کشتار (کنوانسیون کشتار)
- کنوانسیون اروپایی برای حمایت از حیواناتی که برای اهداف کشاورزی نگهداری می‌شوند (کنوانسیون حیوانات مزرعه)
- کنوانسیون اروپایی برای حمایت از جانوران مهره‌دار به‌کاررفته استفاده برای مقاصد تجربی و علمی دیگر